# Agoniella pygmaea
Agoniella pygmaea là một loài bọ cánh cứng trong họ Chrysomelidae. Loài này được Gestro miêu tả khoa học năm 1917.